# Stockwell
Stockwell es un barrio del municipio londinense de Lambeth, en Inglaterra. Se encuentra a unos 4 km (2,4 mi) al sur de Charing Cross, en Londres. Según el censo de 2011 contaba con una población de 14777 habitantes.